# Amor Chachia
Amor Chachia ou Amor Chéchia (arabe : عمر شاشية), né le 25 août 1929 à Béni Khalled, est un homme politique tunisien.

## Formation
Né à Béni Khalled, il y effectue ses études primaires. Il suit ensuite des études secondaires et universitaires à la Zitouna de Tunis.
En 1956, il prend parti pour Habib Bourguiba lors des luttes qui opposent celui-ci à Salah Ben Youssef pour la prise du pouvoir en Tunisie. Dans cette période trouble où enlèvements et assassinats se multiplient, il crée une prison dans sa ville natale où des militants yousséfistes sont torturés.
Sa fidélité est récompensée par sa nomination au poste de gouverneur de Kairouan le 1er juillet 1956. On compte alors sur lui pour mater une région conservatrice hostile aux réformes menées par Bourguiba.

## Détention de Mohamed Ben Salem
Ce sont ses qualités de tortionnaire qui font d'abord parler de lui à l'occasion de la proclamation de la République le 25 juillet 1957. Le jour même, l'ancien bey, Lamine, et tous les membres de sa famille sont arrêtés et internés. Le 11 août, le gendre du monarque, Mohamed Ben Salem, est transféré dans la prison de Kairouan, où il est reçu par le gouverneur : 
« Le gouverneur de Kairouan, Amor Chéchia, vient me voir et me demande si j'ai de l'argent. Je réponds :
- « Oui, j'en ai ».
- « Combien ? »
- « 80 dinars ».
- « Alors le gardien vous apportera de l'hôtel votre nourriture que vous paierez ».
- « Et si je n'avais pas d'argent ? »
- « Alors, vous ne mangerez pas. Vous avez assez mangé ». »

Après une tentative d'évasion ratée, Ben Salem est ramené dans sa cellule où il subit les foudres de son tortionnaire : 
« Je m'assieds péniblement et je reçus une grêle de coups sur la tête. J'écarquille les yeux et vois une espèce de brute, les yeux exorbités, l'écume à la bouche, une véritable furie qui me roue de coups. Je tombe à terre, les coups de pied m'atteignent sur tout le corps. J'avais eu une grave affection au rein gauche. Un violent coup porté à cet endroit m'a fait crier et dire que ce rein était malade. Mal m'en a pris car, par sadisme, il s'est acharné sur cette partie de mon anatomie, jusqu'à ce que Amor Chéchia, gouverneur de Kairouan, car c'était lui, fut à bout de souffle.

J'étais hébété, mais bien réveillé. Il faudrait ajouter le passage à tabac à l'arsenal de la thérapeutique contre les opiacés. C'est vraiment efficace. Je pensais que c'était fini. Non. Car si la mer a une limite, la méchanceté des hommes n'en a point. Après avoir repris son souffle et contemplé sadiquement son œuvre, la furie du gouverneur redouble de violence et, armé d'un nerf de bœuf, il me frappe avec ce doux instrument sur la tête, le visage, le corps. Je n'étais plus qu'une bouillie sanglante. Le lieutenant destourien eut un réflexe salutaire. Se rappelant que ce nouveau gouverneur sortait du kouttab, il lui conseille de frapper sur la plante des pieds. Deux gardes me relèvent les pieds et, comme au Moyen Âge, je reçus moult coups sur la plante des pieds. Mais déjà à ce moment, je m'en foutais complètement, je ne sentais ni ne voyais plus rien. Il aurait pu cogner jusqu'à la fin des temps, je ne réagissais plus. Je n'étais plus là, la source de ma vie était atteinte. »
Après dix jours de ce régime, Ben Salem quitte la prison de Kairouan pour celle de Tunis.

## Affaire de Kairouan
Malgré la surveillance exercée par les services du gouvernorat sur les prêches dans les mosquées, la tension ne cesse de monter dans la ville sainte où les habitants s'insurgent contre le tournage d'un film dans l'enceinte de la grande mosquée. La fronde est menée par l'imam Abderrahman Khelif. Le 24 octobre 1960, Chachia demande sa révocation au secrétaire d'État à l'Intérieur en lui reprochant des prêches hostiles à l'émancipation féminine. Il obtient gain de cause mais la nouvelle de la mutation de l'imam déclenche une manifestation de soutien. 
Le 17 janvier 1961, des échauffourées éclatent entre les forces de l'ordre et les manifestants qui tentent d'atteindre le gouvernorat et le domicile d'Amor Chachia. Des coups de feu éclatent, des bâtiments publics et des écoles sont envahis et le siège du Néo-Destour est incendié. Officiellement, on annonce la mort de quatre manifestants et d'un membre des forces de l'ordre. Le journal Le Monde évoque le chiffre de huit morts et de dix-huit blessés.
De nombreuses personnes sont arrêtées dans les jours suivants. Bourguiba apporte son plein soutien à Chachia dans la répression qui s'annonce. Le procès des 138 inculpés se tient du 19 au 24 juillet 1961. Seuls six accusés sont acquittés, les autres écopant de peines de prison ou de travaux forcés.

## Arrestation
Amor Chachia sort renforcé de cette épreuve. Le 1er septembre 1962, il est nommé gouverneur de Sousse en plus du gouvernorat de Kairouan.
Le 15 juillet 1964, il quitte Kairouan mais reçoit en échange le gouvernorat de Nabeul tout en restant gouverneur de Sousse. Il y apporte son plein soutien à l'expérience des coopératives lancée par le ministre Ahmed Ben Salah malgré le mécontentement général causé par les nationalisations et expropriations qui se multiplient.
La chute n'en est que plus brutale. Le 7 septembre 1969, l'expérience des coopératives est stoppée et le ministère de Ben Salah supprimé. Le lendemain, Amor Chachia est démis de ses postes de gouverneur de Sousse et de Nabeul. Le 14 novembre 1969, une enquête pour détournement de fonds publics est ouverte. Amor Chachia est arrêté ainsi que huit responsables régionaux et directeurs de coopératives. 500 personnes sont interrogées. C'est le début de l'affaire Ben Salah qui trouve son épilogue lorsque l'ancien ministre est arrêté le 24 mars 1970.
Leur procès s'ouvre dès le 19 mai 1970. On fait défiler à la barre des paysans tunisiens qui décrivent devant les gouverneurs accusés les conséquences des spoliations qu'ils ont subies. Le verdict est rendu le 24 mai. Chachia est condamné à dix ans de travaux forcés et à l'interdiction du port de décorations. Seul Ben Salah écope d'une peine plus importante.

## Libération
Chachia qui bénéficie d'une grâce présidentielle le 24 juillet 1974 est libéré mais doit attendre le 13 février 1981 pour être définitivement amnistié à l'occasion d'une nouvelle grâce présidentielle.
Proche de Wassila Bourguiba, il l'aide à truquer les résultats des élections législatives de 1981 pour empêcher la victoire du Mouvement des démocrates socialistes,. Il en est récompensé par sa nomination au poste de directeur général des prisons, qu'il occupe entre 1981 et 1985, puis au poste d'ambassadeur de Tunisie au Qatar en 1985.